# Nikolaus Cena

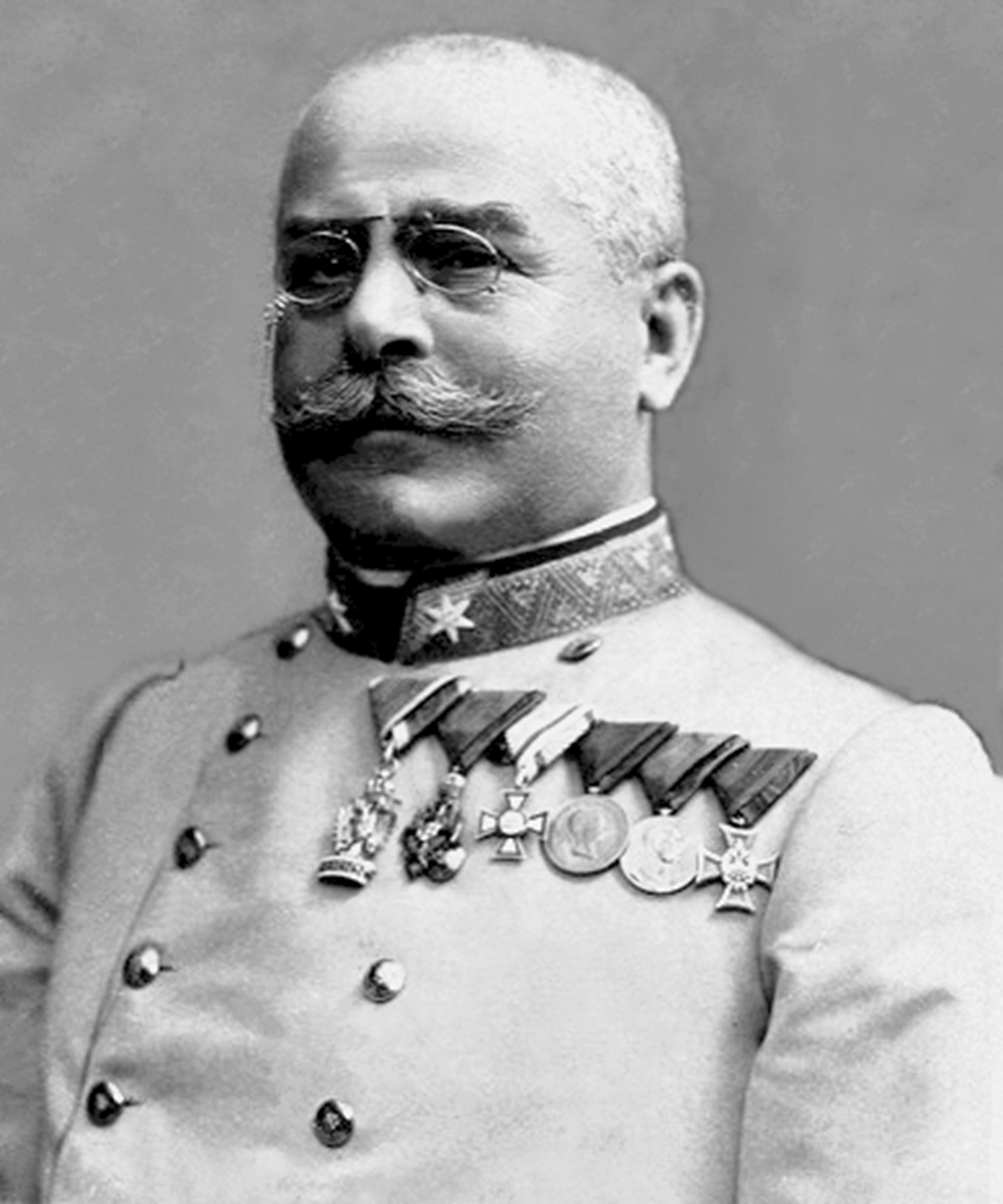
Nikolaus Cena als Generalmajor

Nikolaus Cena, auch Nikolai Cena oder Nicolae Cena, (* 3. Dezember 1844 in Mehadia, Banat; † 14. März 1922 ebenda) war ein k. u. k. Feldmarschallleutnant rumänischer Abstammung. Er war nach dem Ersten Weltkrieg königlich rumänischer Divisionsgeneral, Abgeordneter im Parlament von Großrumänien sowie Direktor des Heilbades Băile Herculane und Hobbyarchäologe.

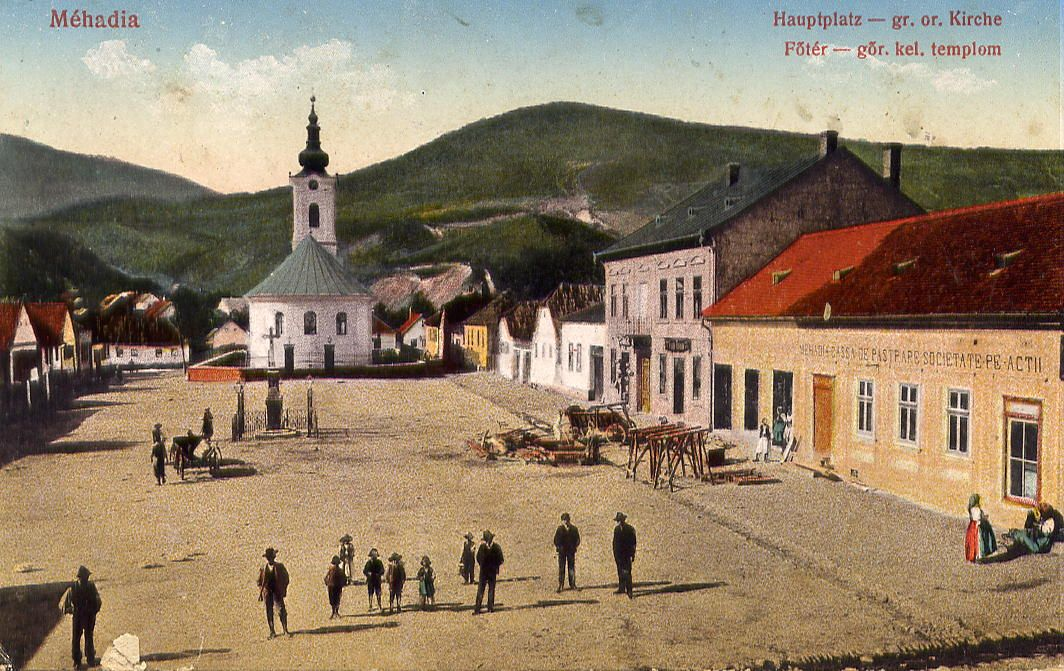
Mehadia im 19. Jahrhundert

## Herkunft und Familie
Nicolae entsprang einer alten rumänischen Familie aus Makedonien, die im 17. Jahrhundert in das Banat nach Mehadia umsiedelte. Sein Vater Nistor war ein k. k. Offizier des dortigen Grenzregiments. Er war mit dem k. u. k. General Trajan Doda (1822–1895) nahe verwandt.

## Biographie

### In Österreich-Ungarn

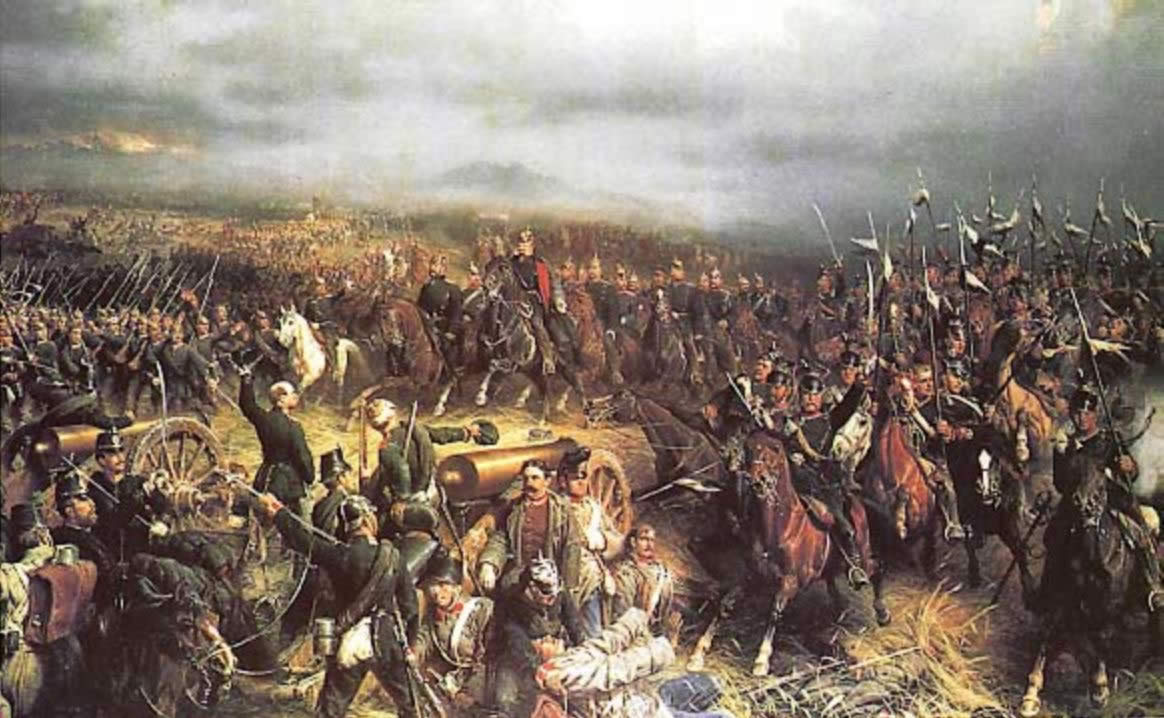
Schlacht von Königgrätz

Cena besuchte zuerst die Grenzer-Militärschule in Caransebeș und  absolvierte sodann von 1860 bis 1863 die Pionierschule zu Tulln mit sehr gutem Erfolg.
Im Jahre 1863 wurde er als Leutnant zum rumänischen Infanterieregiment Nr. 64 transferiert. Er zeichnete sich während des Preußisch-Österreichischen Krieges aus und nahm auch an der berühmten Schlacht von Königgrätz teil. 1873 zum Oberleutnant befördert, unterrichtete er von 1874 bis 1879 am Militärlyzeum von Timișoara. 1879 wurde er zum Hauptmann befördert.

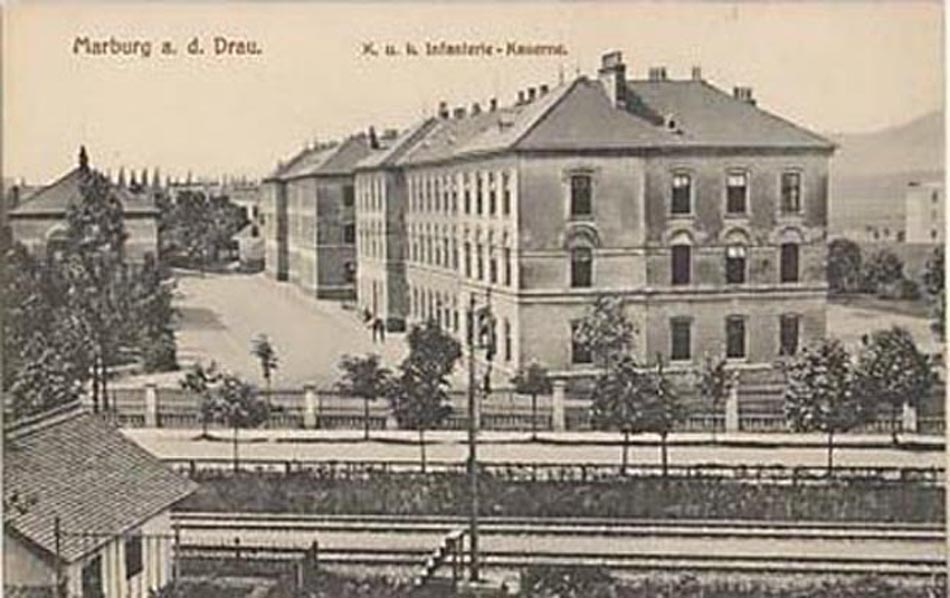
Marburg, Infanterie-Kaserne

Im Jahr 1881 wurde er zuerst nach Wien, kurz drauf nach Bosnien versetzt.  Zwischen 1881 und 1885 war er dort Kommandant der Militärschule für Kadetten in Königsfeld, und im Jahre 1887 am Hof des Großherzogs Adolph I. von Luxemburg. Er wurde 1890 zum Major befördert. Er wurde mit der Organisation der Militärschulen in Marburg und Komenitz betraut. Zufrieden mit seinen erzielten Resultaten, befahl Kaiser Franz Joseph I. vor Ort seinen Aufstieg in den Rang eines Oberstleutnants (1894), und am 22. Mai 1897 seine Ernennung zum Oberst und Kommandanten des Regiments Freiherr von Bouvard Nr. 74 in Galizien.
Der Offizier, unter anderem Träger des Ordens der Eisernen Krone 3. Klasse, des Ritterkreuzes des Kaiserlich-Österreichischen Franz-Joseph-Ordens, des Militärverdienstkreuzes 3. Klasse und der Militär-Verdienstmedaille „Signum Laudis“ am roten Bande, wurde für seine Befähigung als Offizier und Tapferkeit als Soldat am 1. August 1904 in den Rang eines Generalmajors und Kommandant der Brigade Nr. 3 in Rzowszów erhoben. Obwohl er im Jahre 1904 einen sehr ernsten Reitunfall erlitten hatte, blieb er für vier weitere Jahre im Dienst, um schließlich am 17. Juni 1908, mit dem Titel eines Feldmarschalleutnants geehrt, in den Ruhestand zu treten.
Am 24. August 1914 warnte der damalige General der Infanterie Arthur von Bolfras seinem militärischen Vorgesetzten Franz Conrad von Hötzendorf, dass die nach dem Attentat von Sarajevo von den ungarischen Behörden teilweise drakonischen Maßnahmen gegen Rumänen und Serben im Banat wegen des Verdachts der Kollaboration mit dem Königreich Serbien, die Ursache für viele Probleme in der Zukunft sein würden.
Er forderte von Hötzendorf insbesondere dazu auf, seinen Einfluss geltend zu machen, um den Exzessen der militärischen Führung in Timișoara für Südungarn ein Ende zu setzen, wo seit Ende Juli 1914, nach der Teilmobilisierung gegen Serbien, hunderte von Festnahmen unbegründet stattgefunden hatten.
Wegen Cenas nationaler Überzeugung geriet auch er in Verdacht, Verbindungen zu rumänischen Armeeoffizieren aufgenommen zu haben. Deswegen wurde er am 26. Juli 1914 von ungarischen Gendarmen verhaftet und in Caransebeș inhaftiert. Das Kanzleramt in Budapest klagte ihn als Spion für Rumänien an.
Durch Einfluss des k. u. k. Generals Georg Domaschnian, der zu jener Zeit ein hohes Amt im Kriegsministerium innehatte, wurde Cena am 24. August 1914 aus dem Gefängnis entlassen, musste aber ein Zwangsdomizil in Wien beziehen. Dort durchforstete er das Archiv des Kriegsministeriums und fertigte zahlreiche Kopien von Karten zu den Kämpfen im Grenzgebiet und bei Mehadia.

### Im Königreich Rumänien

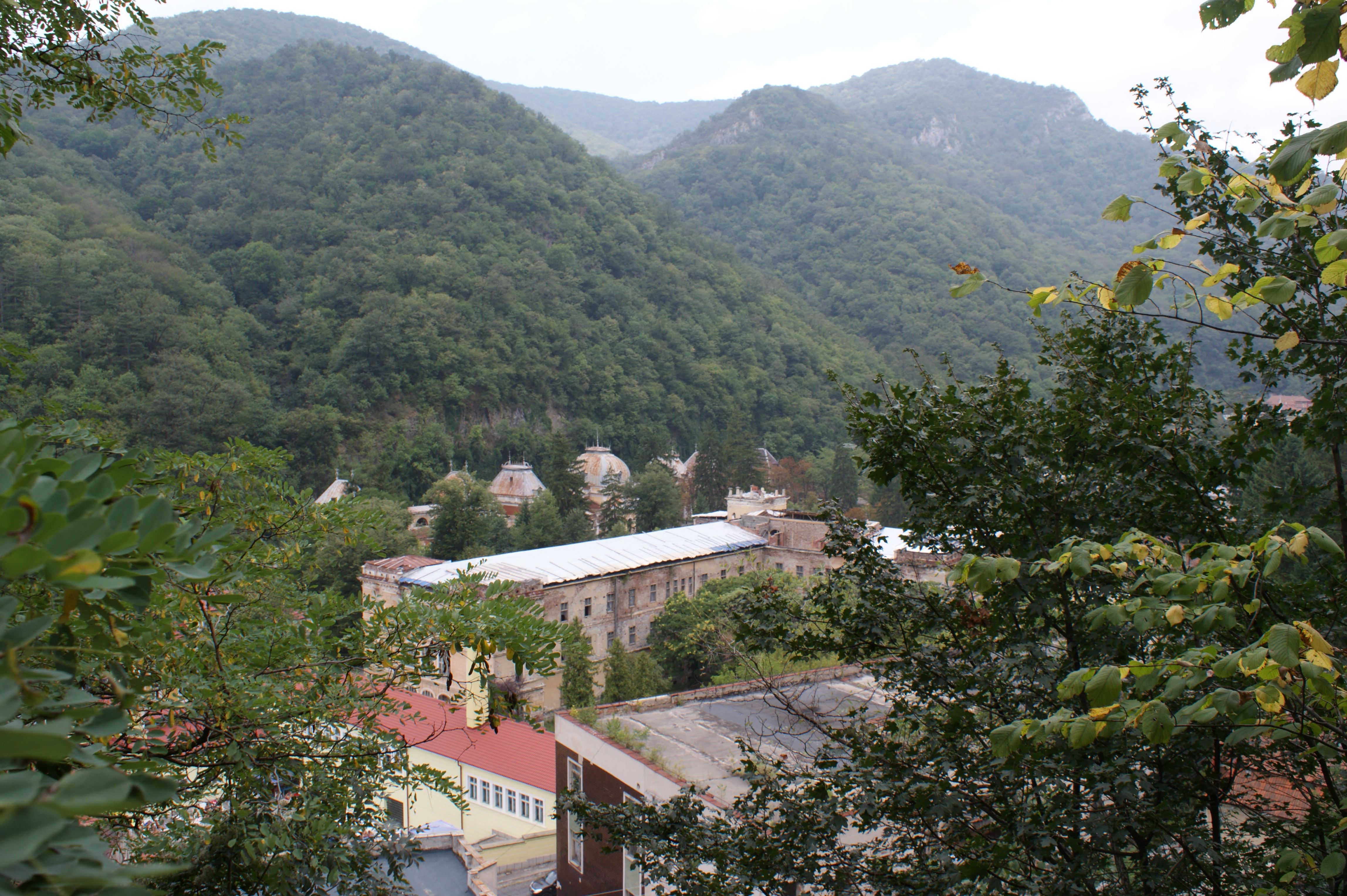
Ehemalige Schwefelbäder in Băile Herculane

Cena kehrte 1917, nun bereits 73 Jahre alt, aus dem Exil in Wien zurück. Nach dem Zusammenbruch der österreichisch-ungarischen Monarchie wurde im Dezember 1918 in Siebenbürgen und Banat das „Rumänischen Nationalkomitee“ gegründet. Er wurde zum Vorsitzenden des Bereichs Mehadia gewählt.
Der General wurde zum Direktor des Heilbades Băile Herculane berufen, dem ersten unter rumänischer Herrschaft. Auch wurde ihm ein Sitz im ersten Parlament von Großrumänien angeboten.
Durch den Erlass Nr. 45471 vom 2. Dezember 1921 wurde er von König Ferdinand I. von Rumänien mit dem Orden der Krone von Rumänien im Rang eines Großoffiziers dekoriert und unter die Divisionsgeneräle des Königreichs eingereiht.
Der General wurde auf dem orthodoxen Friedhof von Mehadia beerdigt.

### Kulturelle Tätigkeiten

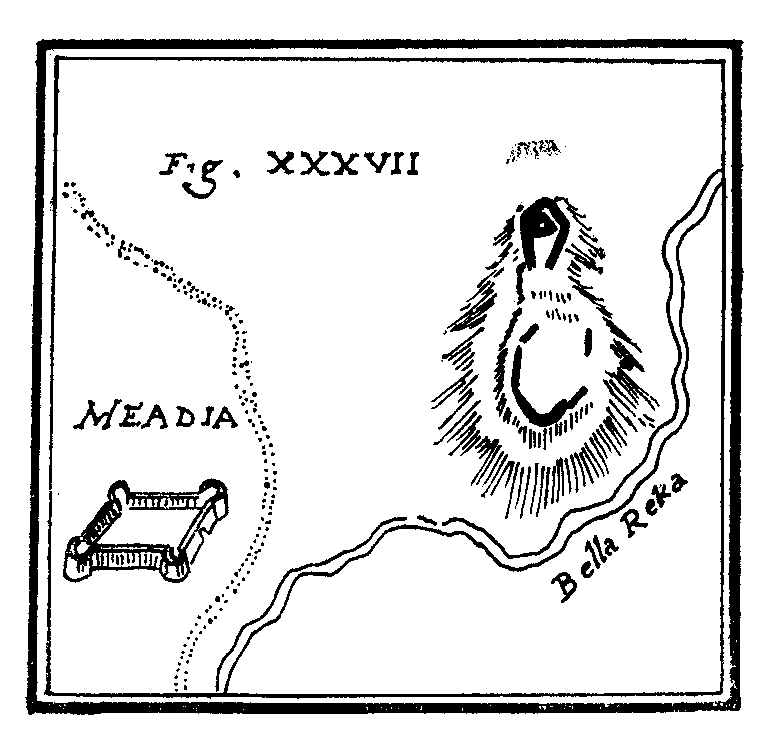
Plan des Römerkastells Ad Medium, Mehadia

Nach seiner Pensionierung im Jahr 1908 zog er in seine Heimatgemeinde Mehadia. Hier entfaltete er lebendige kulturelle Aktivitäten. Er war aktives Mitglied in allen rumänischen Kulturvereinen der Zeit und setzte sich für die nationale Einheit der Rumänen ein. So unterstützte er die Aktivitäten der ASTRA (Transsilvanische Gesellschaft für rumänische Kultur und die Kultur des rumänischen Volkes), die „Rumänische Gesellschaft der rumänischen Frauen“ und war der Gründer des Kulturzentrums von Mehadia. Er unterstützte stets die Verbesserung des Schulwesens, indem er viel Geld für den Erwerb von Geschichtsbüchern für die Schüler, um in ihnen ein Nationalgefühl zu entfalten sowie für den Ankauf von Büchern für die Diözesanbücherei.
Cena interessierte sich auch für die archäologischen Hinterlassenschaften seiner Heimat. So hatte er etwa schon 1888 brieflich als junger Hauptmann aus Bosnien der Wiener Akademie über die Aufdeckung dreier Sarkophage berichtet. Während seines Ruhestandes in Mehadia unternahm er Ausgrabungen an der Stelle des in der Nähe gelegenen römische Kastell „Ad Mediam“. Dort entdeckte  er zahlreiche Münzen, religiöse und profane Denkmäler, Inschriften und Statuen. Er berichtete der Akademie der Wissenschaften in Wien 1911 vom Fund einer römischen Inschrift zu Ehren der Julia Mamaea, der Mutter des Kaisers Severus Alexander.
Er wurde von zahlreichen Persönlichkeit der Kultur und Wissenschaft, unter anderem Dimitrie Onciul, Vasile Pârvan, dem Bischof Miron Cristea, aber auch vom Premierminister und General Alexandru Averescu und Andrei Bârseanu, Folklorist und Vorsitzender der ASTRA, besucht.
Er gründete ein erstes Museum in Băile Herculane, dem er seine Funde aus dem Römerkastell schenkte, seine große Privatbibliothek vermachte er dem Gymnasium „Traian Doda“ in Caransebeș.

## Veröffentlichungen
- Nikolai Cena: Bericht über die Aufdeckung dreier steinerner Sarkophage mit Leichenresten samt Angabe einiger hieraus bezüglicher Fundorte. In: Anzeiger der Akademie der Wissenschaften. Mathematisch-naturwissenschaftliche Klasse 27, 1889, S. 245.
- F. Nikolai Cena: Notiz von dem Funde einer Inschriftbasis aus dem römischen Steinkastell ‚ad Mediam' (der Peutingerschen Tafel). In: Anzeiger der Akademie der Wissenschaften. Philologisch-historische Klasse 48, 1911, S. 164–167.
  - kommentierte rumänische Ausgabe: Nicolae Cena, mit einer Einleitung von Constantin Juan-Petroi, Nicolae Danciu Petnicinu (Hrsg.): Despre descoperirea unui soclu din castrul roman ad Mediam (Über die Entdeckung eines Sockels im Römerkastell Ad Mediam”), Editura Eurostampa, Timișoara 2002, 34 S. (auch: Verlag Gordian, 2. Auflage, Timișoara 2012)